# Campionato francese di tennis 1899
Il Campionato francese di tennis 1899 (conosciuto oggi come Open di Francia o Roland Garros) è stato la 9ª edizione del Campionato francese di tennis, riservato ai tennisti francesi o residenti in Francia. Si è svolto su campi in terra rossa del Tennis Club de Paris a Parigi in Francia.
Il singolare maschile è stato vinto da Paul Aymé, che si è imposto su Paul Lebréton. Il singolare femminile è stato vinto da Adine Masson. Nel doppio maschile si sono imposti Paul Aymé e Paul Lebréton.

## Seniors

### Singolare maschile
Paul Aymé ha battuto in finale  Paul Lebréton con il punteggio di 9–7, 3–6, 6–3.

### Singolare femminile
Adine Masson

### Doppio maschile
Paul Aymé /  Paul Lebréton